# Seria 1₂+1₂=10₂
Seria 1₂+1₂=10₂ – seria książek, wydawanych w latach osiemdziesiątych przez Instytut Wydawniczy Związków Zawodowych, przedstawiająca publikacje z zakresu podstaw informatyki. Publikacje zawarte w tej serii podzielone były na cztery grupy tematyczne, identyfikowane na okładce książki odpowiednim logo:
- oprogramowanie,
- sprzęt,
- zastosowania komputerów,
- porady dla majsterkowiczów.

W serii ukazały się następujące publikacje:
- Stanisław Waligórski – Logo na Sinclair Spectrum, część 1 dla początkujących
- Stanisław Waligórski – Logo na Sinclair ZX Spectrum, część 1 dla zaawansowanych